# Lijst Schenk
Lijst Schenk was een lokale partij in de Nederlandse gemeente Teylingen. Lijst Schenk werd opgericht door partijleider en fractievoorzitter Milan Schenk en deed in maart 2022 voor het eerst mee aan gemeenteraadsverkiezingen. Omdat de partij zijn naam niet had geregistreerd, deed ze niet mee als Lijst Schenk maar als blanco partij onder lijstnummer 9. De partij haalde 930 stemmen en kreeg daarmee een zetel in de gemeenteraad.  
In december 2021 bracht Lijst Schenk zijn eerste verkiezingsprogramma naar buiten. De partij omschrijft zichzelf als een conservatieve partij en geeft in het programma aan sport, betaalbaar wonen, ouderenzorg en de agrarische sector als belangrijke onderwerpen te zien. In datzelfde programma haalde Lijst Schenk hard uit naar de gang van zaken rondom het klimaat- en duurzaamheidsbeleid. Dit zou ten koste gaan van het historische karakter van de gemeente. Ook wil Lijst Schenk de kloof tussen het bestuur en de inwoners verkleinen.
In oktober 2022 maakte de partij bekend zich aan te sluiten bij de landelijke partij Forum voor Democratie, waardoor Lijst Schenk als partij feitelijk ophield te bestaan. Sinds die tijd zit Milan Schenk als eenmansfractie in de gemeenteraad van Teylingen namens Forum voor Democratie.